# Psyllobetina cumberlandica
Psyllobetina cumberlandica là một loài Trichoptera thuộc họ Hydrobiosidae. Chúng phân bố ở miền Australasia.